# Europese kampioenschappen gewichtheffen
De Europese kampioenschappen gewichtheffen zijn jaarlijkse kampioenschappen georganiseerd door de European Weightlifting Federation (EWF) voor gewichtheffers. 

## Edities

### Heren
| Editie | Jaar | Locatie                      |
| ------ | ---- | ---------------------------- |
| 1e     | 1896 | Rotterdam (Nederland)        |
| 2e     | 1897 | Wenen (Oostenrijk)           |
| 3e     | 1899 | Rotterdam (Nederland)        |
| 4e     | 1900 | Rotterdam (Nederland)        |
| 5e     | 1901 | Rotterdam (Nederland)        |
| 6e     | 1902 | Den Haag (Nederland)         |
| 7e     | 1903 | Amsterdam (Nederland)        |
| 8e     | 1904 | Amsterdam (Nederland)        |
| 9e     | 1905 | Den Haag (Nederland)         |
| 10e    | 1906 | Kopenhagen (Denemarken)      |
| 11e    | 1907 | Wenen (Oostenrijk)           |
| 12e    | 1908 | Malmö (Zweden)               |
| 13e    | 1909 | Dresden (Duitsland)          |
| 14e    | 1910 | Boedapest (Hongarije)        |
| 15e    | 1911 | Leipzig (Duitsland)          |
| 16e    | 1912 | Wenen (Oostenrijk)           |
| 17e    | 1913 | Brno (Oostenrijk)            |
| 18e    | 1914 | Wenen (Oostenrijk)           |
| 19e    | 1921 | Offenbach (Duitsland)        |
| 20e    | 1924 | Neunkirchen (Duitsland)      |
| 21e    | 1929 | Wenen (Oostenrijk)           |
| 22e    | 1930 | München (Duitsland)          |
| 23e    | 1931 | Luxemburg (Luxemburg)        |
| 24e    | 1933 | Essen (Duitsland)            |
| 25e    | 1934 | Genua (Italië)               |
| 26e    | 1935 | Parijs (Frankrijk)           |
| 27e    | 1947 | Helsinki (Finland)           |
| 28e    | 1948 | Londen (Verenigd Koninkrijk) |
| 29e    | 1949 | Den Haag (Nederland)         |
| 30e    | 1950 | Parijs (Frankrijk)           |
| 31e    | 1951 | Milaan (Italië)              |
| 32e    | 1952 | Helsinki (Finland)           |
| 33e    | 1953 | Stockholm (Zweden)           |
| 34e    | 1954 | Wenen (Oostenrijk)           |
| 35e    | 1955 | München (BRD)                |
| 36e    | 1956 | Helsinki (Finland)           |
| 37e    | 1957 | Warschau (Polen)             |
| 38e    | 1958 | Stockholm (Zweden)           |

| Editie | Jaar | Locatie                       |
| ------ | ---- | ----------------------------- |
| 39e    | 1959 | Katowice (Polen)              |
| 40e    | 1960 | Milaan (Italië)               |
| 41e    | 1961 | Wenen (Oostenrijk)            |
| 42e    | 1962 | Boedapest (Hongarije)         |
| 43e    | 1963 | Stockholm (Zweden)            |
| 44e    | 1964 | Moskou (Sovjet-Unie)          |
| 45e    | 1965 | Sofia (Bulgarije)             |
| 46e    | 1966 | Oost-Berlijn (DDR)            |
| 47e    | 1968 | Leningrad (Sovjet-Unie)       |
| 48e    | 1969 | Warschau (Polen)              |
| 49e    | 1970 | Szombathely (Hongarije)       |
| 50e    | 1971 | Sofia (Bulgarije)             |
| 51e    | 1972 | Constanța (Roemenië)          |
| 52e    | 1973 | Madrid (Spanje)               |
| 53e    | 1974 | Verona (Italië)               |
| 54e    | 1975 | Moskou (Sovjet-Unië)          |
| 55e    | 1976 | Oost-Berlijn (DDR)            |
| 56e    | 1977 | Stuttgart (BRD)               |
| 57e    | 1978 | Havířov (Tsjechoslowakije)    |
| 58e    | 1979 | Varna (Bulgarije)             |
| 59e    | 1980 | Belgrado (Joegoslavië)        |
| 60e    | 1981 | Rijsel (Frankrijk)            |
| 61e    | 1982 | Ljubljana (Joegoslavië)       |
| 62e    | 1983 | Moskou (Sovjet-Unië)          |
| 63e    | 1984 | Vitoria (Spanje)              |
| 64e    | 1985 | Katowice (Polen)              |
| 65e    | 1986 | Karl-Marx-Stadt (DDR)         |
| 66e    | 1987 | Reims (Frankrijk)             |
| 67e    | 1988 | Cardiff (Verenigd Koninkrijk) |
| 68e    | 1989 | Athene (Griekenland)          |
| 69e    | 1990 | Aalborg (Frankrijk)           |
| 70e    | 1991 | Władysławowo (Polen)          |
| 71e    | 1992 | Szekszárd (Hongarije)         |
| 72e    | 1993 | Sofia (Bulgarije)             |
| 73e    | 1994 | Sokolov (Tsjechoslowakije)    |
| 74e    | 1995 | Warschau (Polen)              |
| 75e    | 1996 | Stavanger (Noorwegen)         |
| 76e    | 1997 | Rijeka (Kroatië)              |

### Dames
| Editie | Jaar | Locatie                          |
| ------ | ---- | -------------------------------- |
| 1e     | 1988 | San Marino (San Marino)          |
| 2e     | 1989 | Manchester (Verenigd Koninkrijk) |
| 3e     | 1990 | Santa Cruz (Spanje)              |
| 4e     | 1991 | Varna (Bulgarije)                |
| 5e     | 1992 | Loures (Portugal)                |

| Editie | Jaar | Locatie             |
| ------ | ---- | ------------------- |
| 6e     | 1993 | Valencia (Spanje)   |
| 7e     | 1994 | Rome (Italië)       |
| 8e     | 1995 | Beër Sjeva (Israël) |
| 9e     | 1996 | Praag (Tsjechië)    |
| 10e    | 1997 | Sevilla (Spanje)    |

### Gezamenlijk
| Editie | Jaar | Locatie                 |
| ------ | ---- | ----------------------- |
| 77e    | 1998 | Riesa (Duitsland)       |
| 78e    | 1999 | A Coruña (Spanje)       |
| 79e    | 2000 | Sofia (Bulgarije)       |
| 80e    | 2001 | Trenčín (Slowakije)     |
| 81e    | 2002 | Antalya (Turkije)       |
| 82e    | 2003 | Loutraki (Griekenland)  |
| 83e    | 2004 | Kiev (Oekraïne)         |
| 84e    | 2005 | Sofia (Bulgarije)       |
| 85e    | 2006 | Władysławowo (Polen)    |
| 86e    | 2007 | Straatsburg (Frankrijk) |
| 87e    | 2008 | Lignano (Italië)        |
| 88e    | 2009 | Boekarest (Roemenië)    |
| 89e    | 2010 | Minsk (Wit-Rusland)     |
| 90e    | 2011 | Kazan (Rusland)         |

| Editie | Jaar | Locatie              |
| ------ | ---- | -------------------- |
| 91e    | 2012 | Antalya (Turkije)    |
| 92e    | 2013 | Tirana (Albanië)     |
| 93e    | 2014 | Tel Aviv (Israël)    |
| 94e    | 2015 | Tbilisi (Georgië)    |
| 95e    | 2016 | Førde (Noorwegen)    |
| 96e    | 2017 | Split (Kroatië)      |
| 97e    | 2018 | Boekarest (Roemenië) |
| 98e    | 2019 | Batoemi (Georgië)    |
| 99e    | 2021 | Moskou (Rusland)     |
| 100e   | 2022 | Tirana (Albanië)     |
| 101e   | 2023 | Jerevan (Armenië)    |
| 102e   | 2024 | Sofia (Bulgarije)    |
| 103e   | 2025 | Chisinau (Moldavië)  |